# Polymixis ridens
Polymixis ridens là một loài bướm đêm trong họ Noctuidae.